# Rodrigo Muñoz
Rodrigo Muñoz (vollständiger Name: Rodrigo Martín Muñoz Salomón) (* 22. Januar 1982 in Montevideo) ist ein uruguayischer Fußballspieler.

## Verein
Der Popi genannte Muñoz, der auf der Position des Torwarts spielt, begann seine Karriere beim Club Atlético Cerro. Dort spielte er von 2000 bis 2008 und erlebte in dieser Zeit auch einen Abstieg aus der Primera División nach der Saison 2005/06 und den anschließenden sofortigen Wiederaufstieg. Zur Clausura 2009 wechselte er zu Nacional Montevideo, wo der je nach Quellenlage 1,81 m oder 1,84 m große Schlussmann seither Stammkeeper war, sich jedoch mit Leonardo Burián starker Konkurrenz ausgesetzt sah. Letzterer kam ebenfalls regelmäßig zu Einsätzen. Muñoz, debütierte für Nacional in der Copa Libertadores-Begegnung gegen Universidad de San Martín und absolvierte insgesamt im Laufe seiner Vereinszugehörigkeit 82 Liga- und vier Liguilla-Spiele. Darüber hinaus stand er in 19 Copa-Libertadores-Begegnungen für die Bolsos auf dem Platz. Muñoz sammelte auf nationaler Ebene in Reihen Nacionals zahlreiche Titel. Zweimal wurde er in den Spielzeiten 2008/09 und 2010/11 Uruguayischer Meister und gewann in den Jahren 2010 und 2011 die in den Sommermonaten ausgetragene Copa Bimbo. Auch jeweils das Torneo Apertura 2008/09, 2009/10 und das Torneo Clausura 2010/11 beendete seine Mannschaft siegreich an erster Stelle.
Seit Anfang Januar 2012 steht er in Reihen des paraguayischen Vereins Club Libertad und debütierte bei den Paraguayos am 24. Januar 2012 im Spiel gegen CD El Nacional im Rahmen der Copa Libertadores. 2014 wurde er mit dem Team Paraguayischer Meister. Bislang (Stand: 12. Juli 2016) absolvierte er 158 Spiele (ein Tor) in der paraguayischen Primera División und kam 24-mal in der Copa Libertadores (12-mal 2012, je 6-mal 2013 und 2015) für den Club Libertad zum Einsatz. Im Rahmen der Copa Sudamericana 2013 bestritt er zehn Partien, erreichte mit seinem Verein das Halbfinale und scheiterte dort am argentinischen Vertreter CA Lanús, der später auch die Copa gewann. Auch bei der Copa Sudamericana 2014 kam er sechsmal, bei der Copa Sudamericana 2015 fünfmal zum Zug.

## Nationalmannschaft
Zwar kam Muñoz bislang nicht in der uruguayischen Fußballnationalmannschaft zum Einsatz. Im Mai 2011 erhielt er jedoch eine erste Berufung in den von Óscar Tabárez nominierten Kader für das seinerzeitige Länderspiel am 29. Mai 2011 gegen die deutsche Auswahl, da Martín Silva seitens dessen Verein Defensor Sporting die Freigabe für das Freundschaftsspiel verweigert wurde. Beim WM-Qualifikationsspiel gegen Ecuador am 11. Oktober 2013 gehörte er ebenfalls als Reservetorhüter dem uruguayischen Kader an. Bei der Weltmeisterschaft 2014 in Brasilien gehörte er sodann dem Aufgebot Uruguays an.

## Erfolge
- 1× Paraguayischer Meister: 2014
- 2× Uruguayischer Meister: 2008/09, 2010/11
- Meister der Liguilla Pre-Libertadores: 2008
- 2× Sieg bei der Copa Bimbo: 2010, 2011